# Coltella a due mani
La coltella a due mani (Großes Messer in lingua tedesca) è una spada monofilare a punta diritta o poco ricurva. Sviluppatasi in Germania verso la fine del XV secolo come arma di difesa per i cacciatori contro le fiere, divenne arma per la difesa personale ed arma da duello.

## Storia
Il Großes Messer, come veniva originariamente chiamata la coltella a due mani in lingua tedesca, fu in buona sostanza un'evoluzione del falcione già in uso presso i laboratores sia come arma di utilità che come arma di difesa a partire dal XII secolo.
Tra XV e XVI secolo, la Coltella a due mani figurò tra le armi il cui uso veniva trattato nei manuali di Scherma Tradizionale Tedesca come il Codex Wallerstein, l'opera di Johannes Lecküchner e quella di Albrecht Dürer.
Nel corso del Cinquecento la coltella a due mani venne sostituita dal Dussack.

## Costruzione
La coltella a due mani si distingue dalla Coltella da Guerra, il Kriegsmesser, in uso presso la fanteria del Sacro Romano Impero Germanico (fond. Lanzichenecchi) perché questa ha lama marcatamente ricurva, simile a quella di una scimitarra.

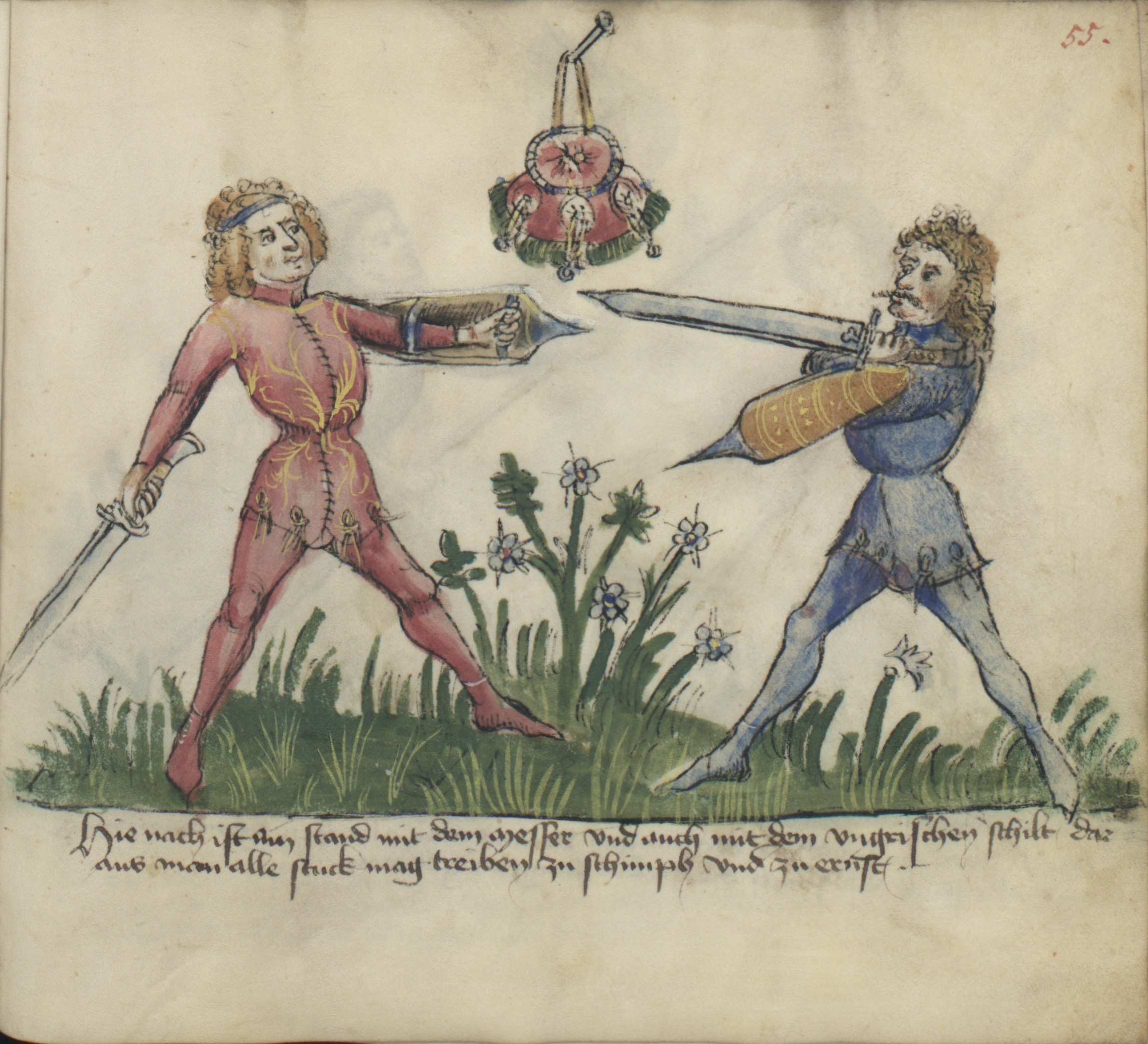
Schermaglia con coltella a due mani e scudo ungarico - Gladiatoria Fechtbuch f. 55r, metà del XV secolo
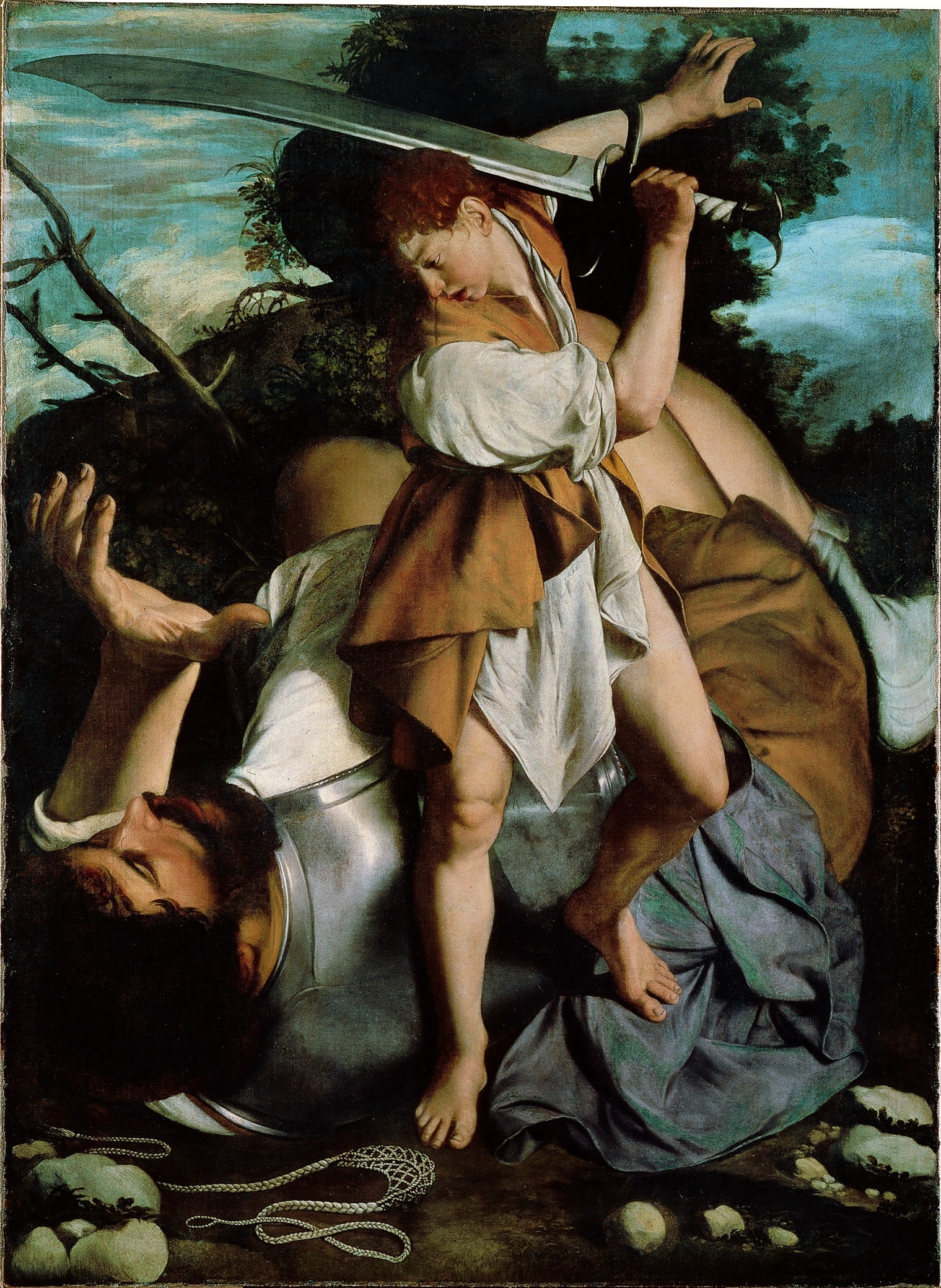
Davide che uccide Golia di Orazio Gentileschi
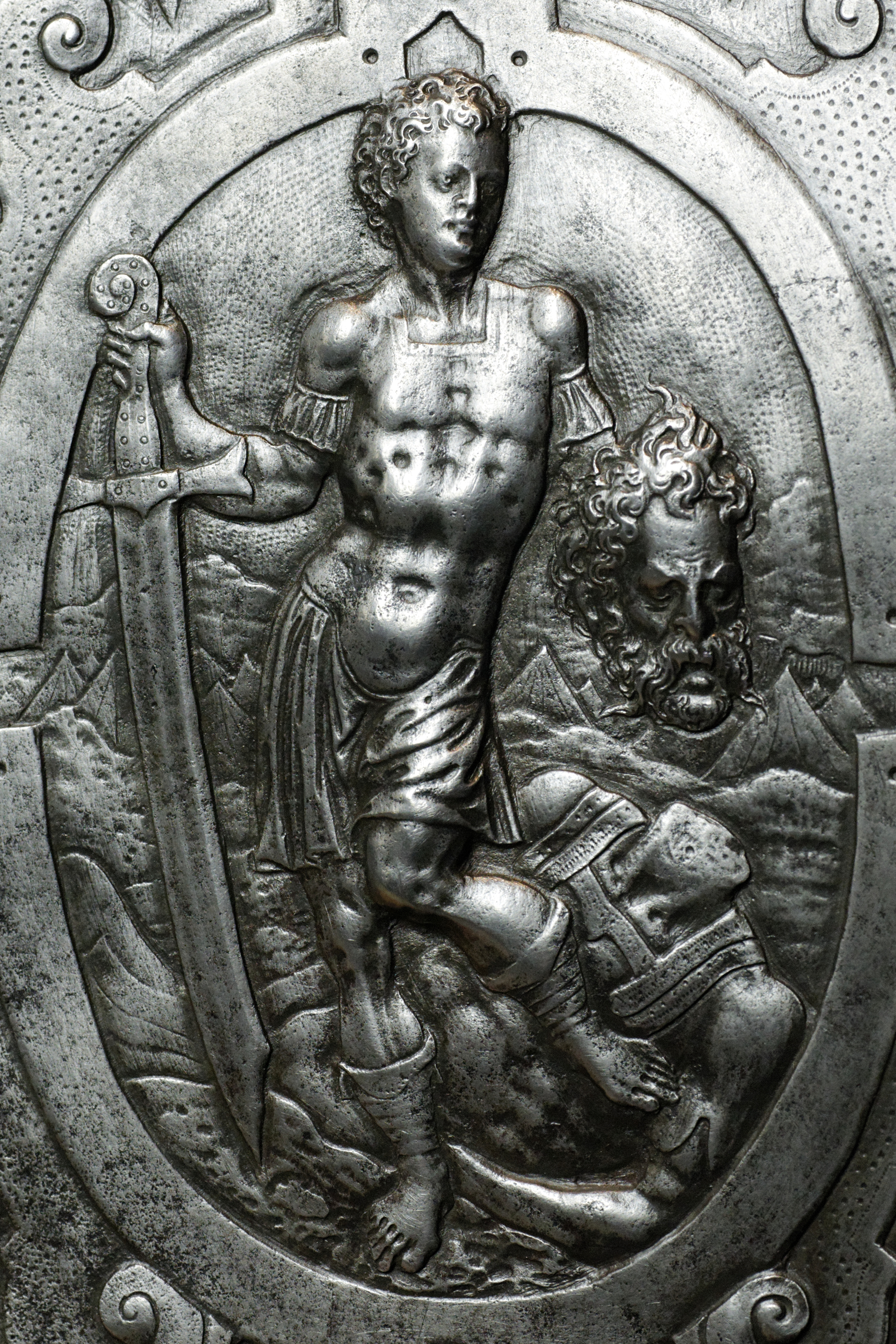
Davide con la testa di Golia - particolare da un brocchiero decorato, Musée de l'Armée (Parigi)